# Claes Dahlbäck
Claes Åke Gustaf Dahlbäck, född den 6 juni 1947 i Stockholm, är en svensk företagsledare.

## Biografi
Dahlbäck är son till Esseltedirektören Sven Dahlbäck och Elisabeth, född i adelsätten Alströmer. Han tog examen som sjöofficer vid Kungliga Sjökrigsskolan 1968 och är reservofficer i flottan. Han avlade ekonomexamen vid Handelshögskolan i Stockholm 1972 och erhöll titeln civilekonom.
Efter utbildningen har han varit verksam inom Investor sedan 1973. Han var dess VD 1978–1999, vice styrelseordförande 1999–2002 samt ordförande 2002-2005. Han var skattmästare (ekonomiansvarig) för Handelshögskolan i Stockholms direktion, högskolans högsta verkställande organ, 2000–2001. Han är ordförande för Handelshögskoleföreningen, Handelshögskolans i Stockholm högsta beslutande organ, sedan 2001. Han utsågs av föreningen till ledamot i direktionen 2001, en befattning han ännu innehar. Han är även ledamot i styrelsen för Goldman Sachs. 
Han är gifte sig första gången med fil. kand. Merike Dahlbäck men skildes från henne och ingick äktenskap en andra gång med henne 1998. Makarna har tre barn, Henrik, Cecilia och Louise. Dahlbäck är sedan 1996 innehavare av Räfsnäs kungsgård i Mariefred, där han också är bosatt.
Den 6 augusti 2012 var Dahlbäck programvärd för Sommar i P1 och i oktober 2014 medverkade han i SVT:s Sommarpratarna.

## Utmärkelser och medlemskap
- Ledamot av Kungl. Ingenjörsvetenskapsakademien, invald 1990[7]
- Ordinarie ledamot av Kungl. Örlogsmannasällskapet sedan 1992
- Ekonomie hedersdoktor vid Handelshögskolan i Stockholm 1998